# Gustav Schimmelpfeng
Gustav Schimmelpfeng (* 30. März 1829 in Hersfeld; † 6. Dezember 1900 in Blankenburg (Harz)) war ein deutscher Lehrer und Schulleiter.

## Leben
Gustav Schimmelpfeng absolvierte seine Schulbildung in seiner Heimatstadt, bevor er ab 1847 die Universitäten in Göttingen und Marburg besuchte. 1851 nahm er eine Stelle als Lehrer in Cassel an.
1857 legte Schimmelpfeng in Marburg seine Inaugural-Dissertation in lateinischer Sprache ab unter dem Titel De Brasidae Spartani rebus gestis atque ingenio. Ab 1867 wirkte er – mit dem Titel als Professor – in Schulpforte an der Landesschule Pforta, bevor er 1870 als Direktor die Leitung der Königlichen Klosterschule Ilfeld übernahm.
Zuletzt wirkte Schimmelpfeng als Geheimer Regierungsrat in Blankenburg im Harz. Nach seinem Tod gab der Hildesheimer Oberlehrer am Königlichen Gymnasium Andreaneum 1904 eine zweite Auflage von Schimmelpfengs Schrift Die Gedichte des Q. Horatius Flaccus heraus.

## Schriften (Auswahl)
- De Brasidae Spartani rebus gestis atque ingenio ... dissertatio inauguralis quam amplissimo philosophorum ordini Marburgensium ad summos in philosophia honores rite capessendos obtulit Gustav Schimmelpfeng. Elwert, Marburgi Cattorum 1857. Digitalisat über die Staatsbibliothek München
- J. R. Schimmelpenningk, Rathspensionär von Holland. C. Kirchner, Nordhausen 1871. Digitalisat über archive.org
- Rütger Jan Schimmelpenningk. Eine biographische Skizze. Berlin: in Commission bei S. Calvary & Co., 1871. Digitalisat über Google-Bücher
- Schulreden gehalten in der Klosterschule Ilfeld vom Director G. Schimmelpfeng. Druck und Verlag von B. G. Teubner, Leipzig 1876. Digitalisat über die Bayerische Staatsbibliothek
- Die griechische Lektüre in Prima. In: Jahresbericht über die Königliche Klosterschule zu Ilfeld. 1880–1881. Nordhausen 1881.
- Erziehliche Horazlektüre. In: Jahresbericht über die Königliche Klosterschule zu Ilfeld. 1891–1892. Nordhausen 1892.
  - Weidmannsche Buchhandlung, 1892. Vorschau über Google-Bücher
- Über Internats-Erziehung (= Praktische Pädagogik für höhere Lehranstalten.). C. H. Beck, München 1895.[6]
  - in A. Baumeister: Handbuch der Erziehungs- und Unterrichtslehre. C. H. Beck, München 1895, S. 225–259.
- Bericht über die Jubelfeier der Anstalt vom 2.–4. Juli 1896. In: Jahresbericht über die Königliche Klosterschule zu Ilfeld. 1896–1897. Nordhausen 1897.
- Die Gedichte des Q. Horatius Flaccus. 1899.
  - zweite Auflage, hrsg. von Georg Schimmelpfeng, Leipzig/Berlin 1904.[5]
  - Ausgabe der bei B.G. Teubner 1913 erschienenen Auflage (= B.G. Teubners Schülerausgaben griechischer und lateinischer Schriftsteller). als Digitalisat der University of Wisconsin
  - Neudruck der Ausgabe von 1899, Verlag Kessinger Publishing, 2012, ISBN 978-1-168-40292-9.